# Xích vĩ

Xích kinh và xích vĩ khi nhìn từ trong thiên cầu. Hướng quy chiếu của hệ chỉ theo điểm xuân phân, kinh độ của điểm nút lên của hoàng đạo (đỏ) trên thiên cầu (lam). Xích vĩ được đo theo hướng bắc hoặc nam tính từ xích đạo thiên cầu, đo dọc theo đường tròn giờ (đường tròn lớn vuông góc với xích đạo thiên cầu) đi qua điểm cần đo.

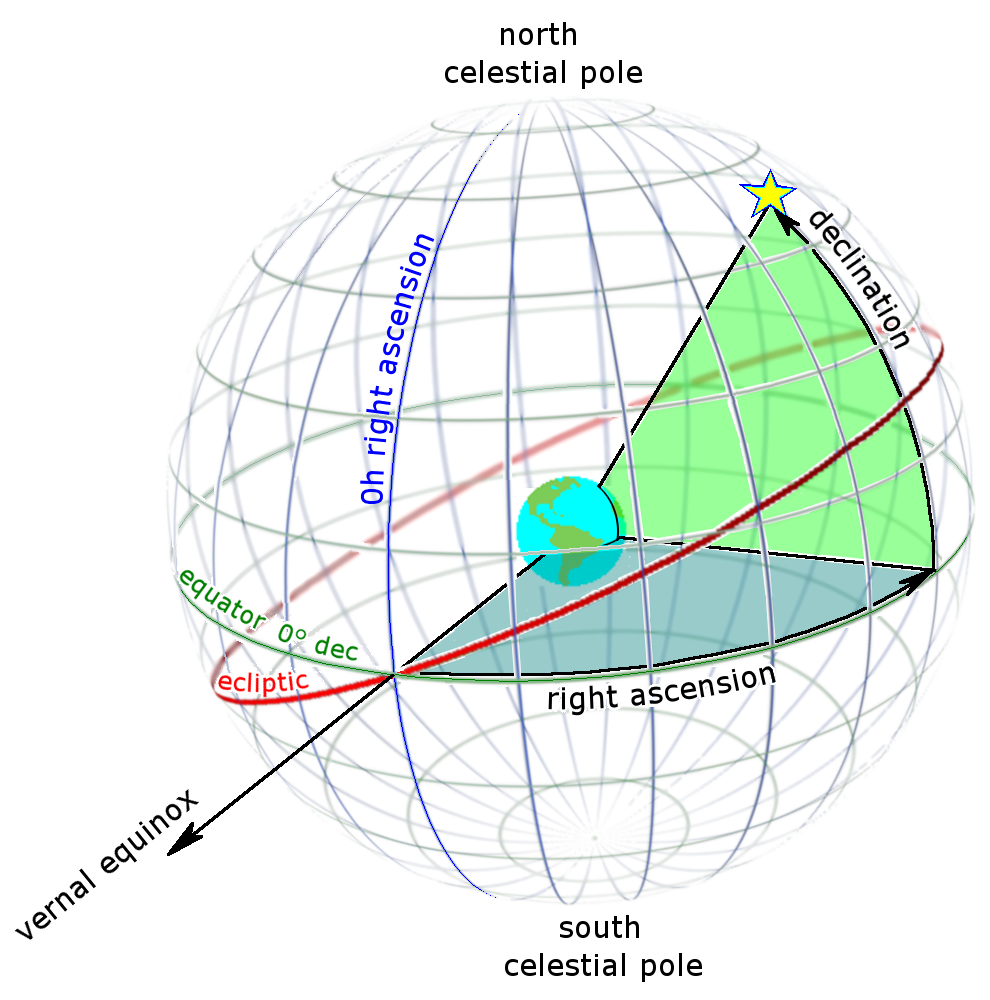
Xích kinh (lam) và xích vĩ (lục) khi nhìn từ bên ngoài thiên cầu.

Cách xác định xích vĩ và xích kinh của một thiên thể

Xích vĩ hay xích vĩ độ (viết tắt theo tiếng Anh là Dec (declination), ký hiệu δ), là một thuật ngữ thiên văn học chỉ một trong hai tọa độ của một điểm trên thiên cầu khi sử dụng hệ tọa độ xích đạo. Tọa độ còn lại gọi là xích kinh hoặc góc giờ. Xích vĩ của một thiên thể là khoảng cách góc từ mặt phẳng xích đạo đến thiên thể đó. Xích vĩ tương tự như vĩ độ, chiếu lên thiên cầu, đo theo góc về phía Bắc, tính từ xích đạo. Cụ thể, xích vĩ của một thiên thể bằng góc giữa phương nối thiên thể và tâm Trái Đất với mặt phẳng xích đạo. Góc này được quy ước là dương khi thiên thể nằm ở phía bắc mặt phẳng xích đạo và âm khi nằm ở phía nam.
Xích vĩ còn được gọi là thiên độ; tuy nhiên cách gọi này có thể có nhược điểm như không nêu ra cặp phạm trù kinh - vĩ quen thuộc, chữ thiên với ý nghĩa là nghiêng có thể bị hiểu lầm sang nghĩa trời.
Các điểm ở bán cầu Bắc có xích vĩ dương lên đến +90°, và các điểm ở bán cầu Nam có xích vĩ âm xuống đến −90°.
- Vật thể nằm trên xích đạo thiên cầu có xích vĩ = 0°.
- Vật thể nằm trên thiên cực bắc, cụ thể là sao Bắc Cực có xích vĩ = +90°.
- Vật thể nằm trên thiên cực nam có xích vĩ = −90°.
- Vật thể nằm ở thiên đỉnh, có xích vĩ bằng vĩ độ của người quan sát (lý tưởng).

Thiên thể có xích vĩ lớn hơn +90° – l, với l là vĩ độ người quan sát, có thể quan sát được trong suốt ngày sao. Các thiên thể đó gọi là thiên thể quanh cực. Ví dụ tại gần các cực, vào mùa hè của bán cầu, có thể quan sát Mặt Trời suốt 24 giờ; những ngày như thế được gọi là Mặt Trời nửa đêm. Ở những vùng gần cực, khi Mặt Trời không xuống quá 6° dưới chân trời thì không có đêm thực sự, mà trời vẫn sáng mờ mờ. Hiện tượng này được gọi là đêm trắng.

## Ảnh hưởng của tiến động
Trục quay của Trái Đất quay tiến động theo chiều về phía tây quanh cực của hoàng đạo, hoàn thành một vòng sau 26000 năm. Hiện tượng này khiến cho tọa độ của các thiên thể cố định thay đổi liên tục nhưng rất chậm. Do đó, các tọa độ xích đạo (gồm cả xích vĩ) là tương đối so với năm mà quan sát được thực hiện, và các nhà thiên văn xác định chúng với tham chiếu đến một năm cụ thể, được gọi là kỷ nguyên. Các tọa độ từ các kỷ nguyên khác nhau phải được biến đổi quay để phù hợp với nhau hay phù hợp với một kỷ nguyên tiêu chuẩn.
Kỷ nguyên tiêu chuẩn được sử dụng hiện tại là J2000.0, tức là ngày 1 tháng 1 năm 2000 tại 12:00 TT. Chữ cái "J" thể hiện rằng nó là một kỷ nguyên Julian. Trước J2000.0, các nhà thiên văn sử dụng lần lượt các kỷ nguyên Besselian B1875.0, B1900.0, và B1950.0.

## Xích vĩ của sao
Phương hướng của một ngôi sao gần như duy trì cố định bởi khoảng cách rất xa của nó, nhưng xích kinh và xích vĩ của nó có những biến thiên dài hạn do sự tiến động điểm phân và chuyển động riêng, và biến thiên tuần hoàn do thị sai năm. Xích vĩ của các thiên thể hệ Mặt Trời đặc biệt biến thiên rất nhanh so với các ngôi sao, do chuyển động quỹ đạo và khoảng cách gần hơn.
Khi quan sát từ các địa điểm trên Bắc Bán cầu của Trái Đất, các thiên thể với xích vĩ lớn hơn 90° − φ (trong đó φ = vĩ độ của người quan sát) được trông thấy quay quanh thiên cực hàng ngày mà không lặn xuống dưới chân trời, và do đó được gọi là các sao quanh cực. Một ví dụ rất điển hình chính là sao Bắc cực có xích vĩ rất gần +90°, và do đó nó là quanh cực khi được trông thấy tại bất cứ nơi nào trên Bắc Bán cầu, ngoại trừ rất gần xích đạo.
Các sao quanh cực không bao giờ lặn dưới chân trời, ngược lại, có những ngôi sao không bao giờ mọc lên trên đường chân trời, khi quan sát từ một địa điểm cho trước bất kỳ trên bề mặt của Trái Đất (ngoại trừ cực kỳ gần với xích đạo). Nói chung, nếu một ngôi sao với xích vĩ δ là quanh cực đối với một người quan sát (trong đó δ có thể là dương hoặc âm), thì ngôi sao với xích vĩ −δ không bao giờ mọc lên trên chân trời, khi được quan sát từ người quan sát đó (bỏ qua ảnh hưởng của khúc xạ khí quyển.) Tương tự, nếu một ngôi sao là quanh cực đối với một người quan sát ở vĩ độ φ, thì nó sẽ không thể thấy được so với người quan sát ở vĩ độ  −φ.
Bỏ qua khúc xạ khí quyển, đối với người quan sát ở xích đạo thì xích vĩ luôn bằng 0° ở các điểm hướng đông và tây trên đường chân trời. Tại vĩ độ φ, xích vĩ bằng 90° − |φ| ở điểm hướng bắc, và −90° + |φ| ở điểm hướng nam. Tại các địa cực, xích vĩ là đồng đều trên suốt toàn bộ chân trời, và bằng xấp xỉ 0°.
| Vĩ độ của người quan sát (°) | Xích vĩ                          | Xích vĩ                | Xích vĩ                          |
| Vĩ độ của người quan sát (°) | của sao quanh cực (°)            | của sao mọc và lặn (°) | của sao không thấy được (°)      |
| Vĩ độ của người quan sát (°) | + với vĩ độ bắc, − với vĩ độ nam |                        | + với vĩ độ bắc, − với vĩ độ nam |
| 90 (địa cực)                 | 90 tới 0                         | —                      | 0 tới 90                         |
| 66.5 (vòng cực bắc/nam)      | 90 tới 23.5                      | +23.5 tới −23.5        | 23.5 tới 90                      |
| 45 (chính giữa)              | 90 tới 45                        | +45 tới −45            | 45 tới 90                        |
| 23.5 (chí tuyến bắc/nam)     | 90 tới 66.5                      | +66.5 tới −66.5        | 66.5 tới 90                      |
| 0 (Xích đạo)                 | —                                | +90 tới −90            | —                                |

Các sao không quanh cực chỉ có thể quan sát được trong một số ngày hoặc mùa nhất định trong năm.

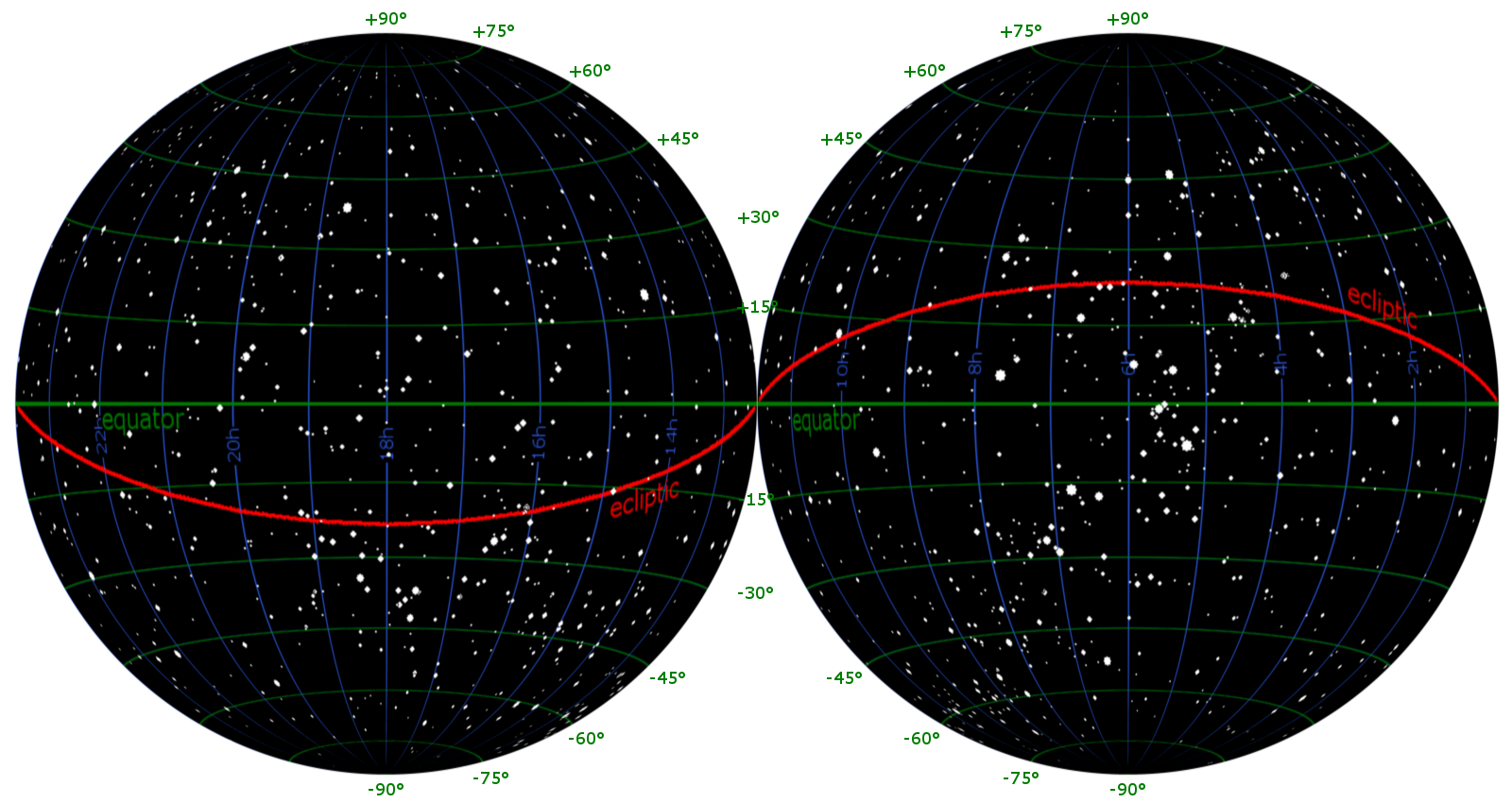
Bầu trời sao chia làm hai nửa. Xích vĩ (màu xanh lục) bắt đầu từ xích đạo (màu xanh lục đậm nét) và chiều dương về hướng bắc (lên phía trên cùng), chiều âm về hướng nam (xuống phía dưới cùng). Các đường xích vĩ (màu xanh lục nhạt) chia cắt bầu trời theo các đường tròn nhỏ, ở đây cách nhau 15°.

### Khoảng cách cực
Tương tự xích vĩ (dec, δ) là tọa độ góc của thiên thể được đo từ xích đạo thiên cầu, khoảng cách cực (Polar Distance) là khoảng cách góc của thiên thể trên kinh tuyến của nó nhưng được đo từ một thiên cực.
Trong hệ tọa độ xích đạo Σ(α, δ), khoảng cách cực có liên hệ sau với xích vĩ: Ø = 90° ± δ. Nó được tính bằng độ và không vượt quá 180°. Các thiên thể nằm trên xích đạo có khoảng cách cực bằng 90°.
Đối với một ngôi sao cho trước, khoảng cách cực cũng có thể được hiểu là vĩ độ tối thiểu để khi quan sát tại đó sao là quanh cực. Tất cả các sao quanh cực đều có Ø < L khi quan sát tại vĩ độ L.
Khoảng cách cực cũng chịu ảnh hưởng bởi tiến động.

## Xích vĩ và vĩ độ địa lý
Khi một thiên thể được thấy ở trực tiếp trên đỉnh đầu thì xích vĩ của nó thường luôn nằm trong khoảng 0.01 độ so với vĩ độ của người quan sát; nó không bằng chính xác do hai ảnh hưởng phức tạp sau.
Đầu tiên, áp dụng với mọi thiên thể: xích vĩ của thiên thể bằng vĩ độ thiên văn của người quan sát, nhưng thuật ngữ "vĩ độ" thông thường nói đến vĩ độ trắc địa, tức là vĩ độ trên các bản đồ và thiết bị GPS. Ở lục địa Hoa Kỳ và khu vực lân cận, sự chênh lệch (độ lệch dọc) thường chỉ bằng một vài giây cung (1 giây cung = 1/3600 của một độ) nhưng cũng có thể lên đến 41 giây cung.
Sự ảnh hưởng phức tạp thứ hai là cho dù không có sự lệch so với hướng thẳng đứng, "ngay trên đỉnh đầu" có nghĩa là vuông góc với mặt ellipsoid (một xấp xỉ mặt nước biển thuận tiện toán học) tại địa điểm của người quan sát, nhưng đường thẳng đứng không đi qua tâm của Trái Đất; nên các niên giám thường cho xích vĩ đo tại tâm của Trái Đất.